# Pannenkoek
Een pannenkoek is een gerecht, bestaande uit meel, ei, melk en wat zout, dat in een koekenpan met verhitte vetstof wordt gebakken. Hoewel er ook andere varianten bestaan, werd een pannenkoek oorspronkelijk van half boekweitmeel en half tarwemeel gebakken.
Pannenkoeken worden vaak opgerold of opgeplooid gegeten met zoete of hartige vulling. Men kan ze zowel warm als koud eten.
Het bakken van pannenkoeken is ook een populair onderdeel bij het gourmetten. Hierbij worden kleine pannenkoekjes gebakken op het gourmetstel. Hiervoor staat dan pannenkoekbeslag op de gourmettafel.

## Spelling
Tot de spellingwijziging van 1995 werd in het Nederlands pannenkoek gespeld als "pannekoek". Sommigen houden vast aan de oude spelling, die ze dan bijvoorbeeld als een versteende vorm beschouwen. De officiële spelling erkent dit niet.

## Pannenkoekenrestaurants
Restaurants die zijn gespecialiseerd in pannenkoeken worden vaak "pannenkoekenhuis" genoemd. Er zijn ook al dan niet varende pannenkoekenboten. In die restaurants is er een grote keuze aan pannenkoeken.
Het succes kan mede worden toegeschreven aan de relatief korte bereidingstijd, waardoor een tafel vaker kan worden bezet. Daarnaast zijn de ingrediënten goedkoop. Ook zijn pannenkoekenrestaurants vaak strategisch gevestigd in de buurt van natuurgebieden en wandel- en fietsroutes.
Pannenkoekenrestaurants zijn erg populair onder met name senioren en kinderen. Het aantal pannenkoekenrestaurants is in Nederland tussen 2010 en 2024 met bijna 12 procent gestegen. In 2024 waren er 339 pannenkoekenrestaurants in Nederland.
In het westen van Noordrijn-Westfalen kennen "Pfannkuchenhäuser", restaurants die zijn gespecialiseerd in pannenkoeken of "Eierkuchen", een pannenkoek met naar verhouding meer ei.
In Frankrijk en in het Franstalige deel van Zwitserland kent men crêperieën, dat zijn in Franse crêpes gespecialiseerde pannenkoekenrestaurants.
In Chicago (Verenigde Staten) is "Pannenkoeken Cafe" een keten van twee filialen, gespecialiseerd in traditionele Nederlandse pannenkoeken. IHOP (voorheen the International House of Pancakes) is een Amerikaanse ontbijtrestaurantketen, gespecialiseerd in de Amerikaanse pannenkoekenvariant. Ook in de provincie Brits-Columbia (Canada) zijn restaurants die pannenkoeken serveren, zoals de restaurantketen The Dutch Pannenkoeken House. Op Aruba bevindt zich eveneens een Nederlands pannenkoekenhuis.

## Gemaksvoedsel
Er bestaan kant-en-klaar-pannenkoekenmixen waaraan enkel water of melk hoeft te worden toegevoegd. Deze zijn handig voor bij het gourmetten omdat dit makkelijk is uit te schenken in de pannetjes van het gourmetstel. Ook neemt het weinig plek in op de gourmettafel.
Voorgebakken en vacuümverpakte pannenkoeken kunnen door korte opwarming in een magnetron of koekenpan eetklaar worden gemaakt.

## Veganistisch
Mensen die uitsluitend plantaardig eten kunnen de eieren weglaten of vervangen door kikkererwtenmeel, boekweitmeel, bakpoeder of een speciaal eivervangend poeder. De melk kan worden vervangen door water, sojamelk, havermelk, amandelmelk, andere soorten melk of bier.

## Varianten
Er bestaan verschillende variaties van de pannenkoek.

### Nederland
- poffertje: een bepaald soort kleine pannenkoek.
- flensje: een dunne pannenkoek.
- spekdik: een Groningse variant gemaakt met een wafelijzer op Nieuwjaar.
- drie-in-de-pan: kleine dikke pannenkoekjes met rozijnen. Deze worden, zoals de naam al zegt, per drie stuks in een koekenpan gebakken. Als rijsmiddel kan zowel bakpoeder als gist gebruikt worden.

### Internationaal
- Blini's zijn Russische pannenkoekjes van boekweitmeel, die met een hartige vulling (zoals kaviaar) worden gegeten. In Roemenië wordt er veel pannenkoek (clătită) gegeten; vaak met een hartige, maar ook wel zoete vulling.
- In het zuiden van het Duitse taalgebied zijn Pfannkuchen ook wel bekend als Palatschinken (met klemtoon op de i, ontleend aan het Hongaarse palacsinta, afkomstig van het Latijnse placenta: "koek"). Ze zijn dunner en fijner dan de gangbare pannenkoeken en worden in Oostenrijk (Palatschinken), Tsjechië (palačinky), Slowakije (palačinky), Hongarije (palacsinta), Roemenië (plăcintă), Moldavië en op de Balkan zowel hartig als zoet gevuld gegeten.
- De Franse crêpe is een flensje, een dun soort pannenkoek, zoals in crêpe suzette. Vooral in Limousin, Bretagne en het noorden van Frankrijk bestaat er een rijke traditie van pannenkoeken, galettes en tourtous.
- De Amerikaanse pancake komt overeen met de Nederlandse drie-in-de-pan, is 5 tot 10 cm in doorsnee en één à twee centimeter hoog. De toevoeging van rozijnen is ongebruikelijk, vaak wordt echter karnemelk gebruikt in plaats van melk. De pannenkoekjes worden als ontbijt gegeten met zoet beleg zoals esdoornsiroop. De baby Dutch pancake, die in de oven gebakken wordt, heeft daarentegen niets met de gebruikelijke vorm van pannenkoeken te maken, is in tegenstelling tot zijn naam niet van Nederlandse oorsprong en kan eerder als een variant van de Yorkshire pudding gezien worden.
- De okonomiyaki is een Japanse pannenkoek.
- Een wrap is een opgerolde pannenkoek met vulling van Mexicaanse en/of Amerikaanse oorsprong.
- De baghrir uit de regio Maghreb lijkt op een pannenkoek, maar hieraan wordt geen melk als ingrediënt toegevoegd.
- In Turkije is akıtma of cizleme een soort pannenkoek die op een hete plaat wordt gebakken.

In Nederland wordt een pannenkoek die belegd is met gehakt of salami en groentes zoals champignons, taugé en paprika, daarna bestrooid met geraspte kaas en ten slotte gegratineerd, wel een panza genoemd (samentrekking van pannenkoek en pizza).
Een bananenpannenkoek is een pannenkoek waarbij bananen het meel, de suiker en de melk vervangen.

## Spraakgebruik
Het woord wordt ook wel gebruikt als scheldwoord. Iemand die niet goed presteert (in werk of anderszins) wordt soms voor pannenkoek uitgemaakt. In enkele gemeentes heeft dit ertoe geleid dat het woord deel uitmaakt van de lijst van verboden woorden om gezagsdragers mee aan te spreken. De term als zodanig zou oorspronkelijk uit de wielrennerij stammen om denigrerend een zwakke coureur te betitelen. Marco van Basten werd in 2009 door een Ajaxsupporter uitgemaakt voor pannenkoek, naar aanleiding van de verloren wedstrijd tegen Heerenveen.

## Cultuur
In 1986 bedacht Jan Kruis de dag "Sint Pannekoek", met 29 november als datum voor een dag waarop pannenkoeken gebakken worden.
Daarnaast wordt sinds 2006 door enkele bedrijven de derde of vierde vrijdag van maart aangewezen als Nationale Pannenkoekdag, waarop basisschoolleerlingen gevraagd wordt pannenkoeken te bakken voor ouderen.
In de Nederlandse plaats Holten worden traditioneel op kerstavond pannenkoeken gegeten, veelal belegd met een speciale pannenkoekenworst.

## Galerij

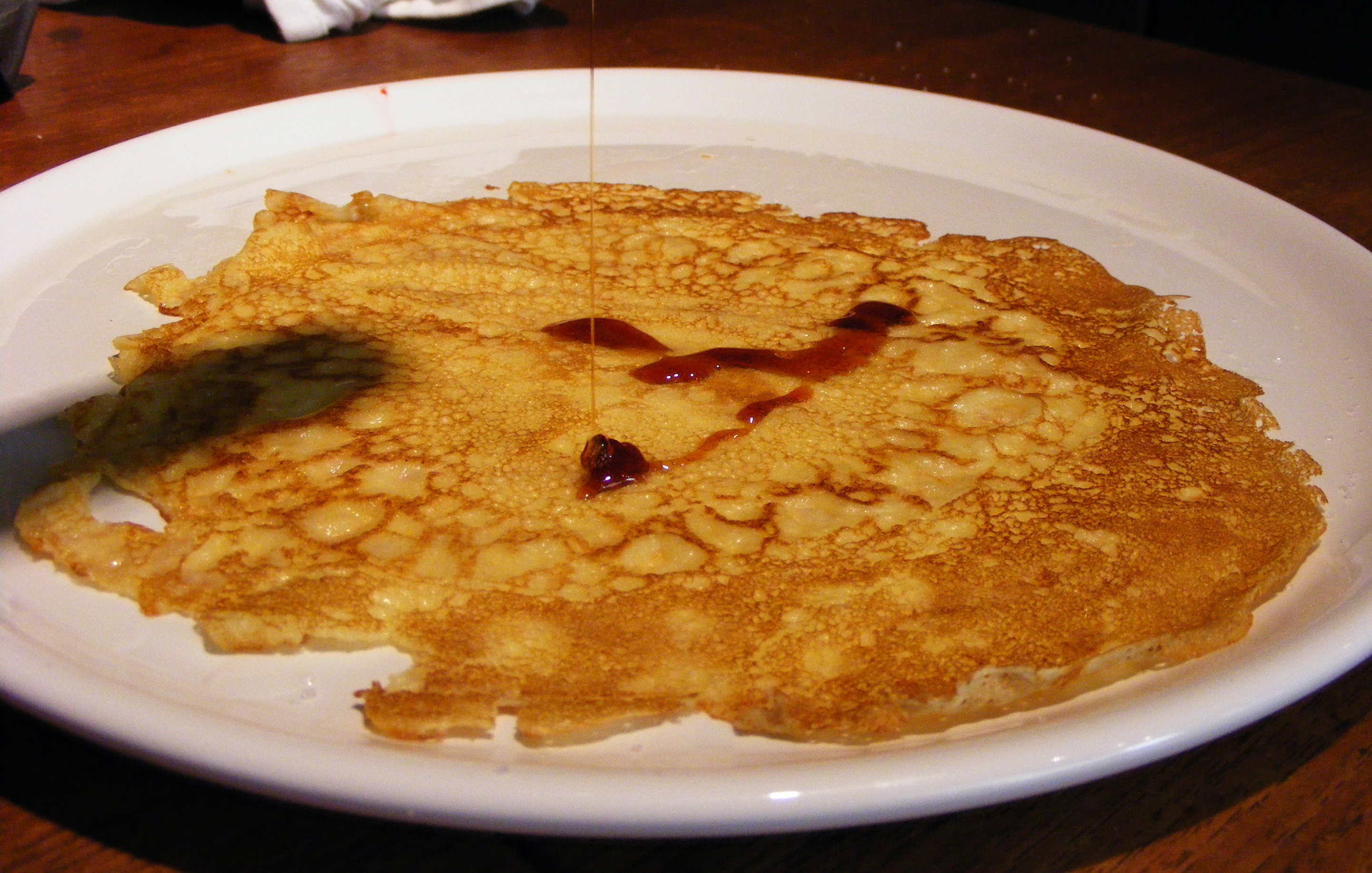
Klassieke pannenkoek met stroop
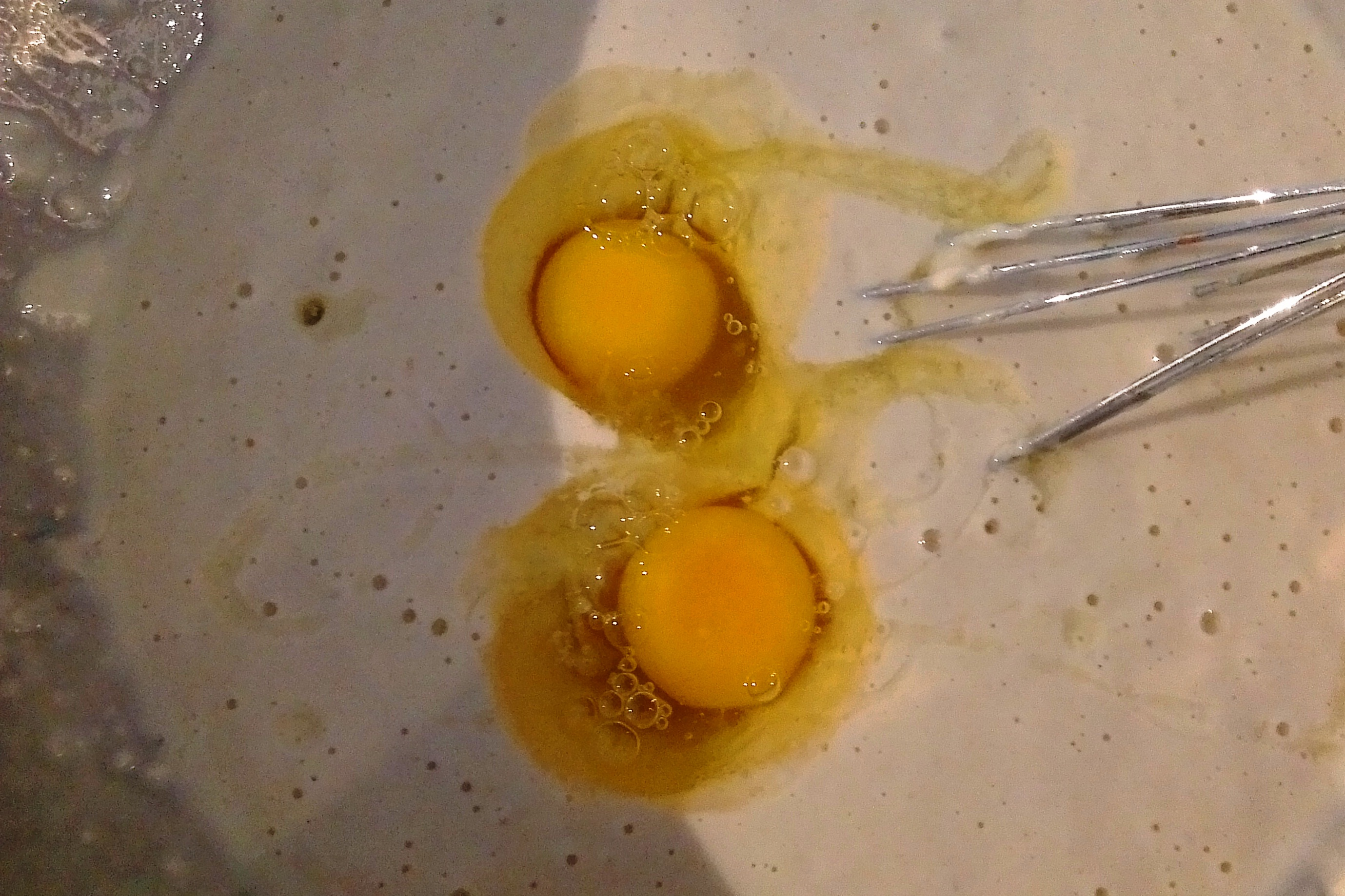
Pannenkoekbeslag: bloem, melk en ei
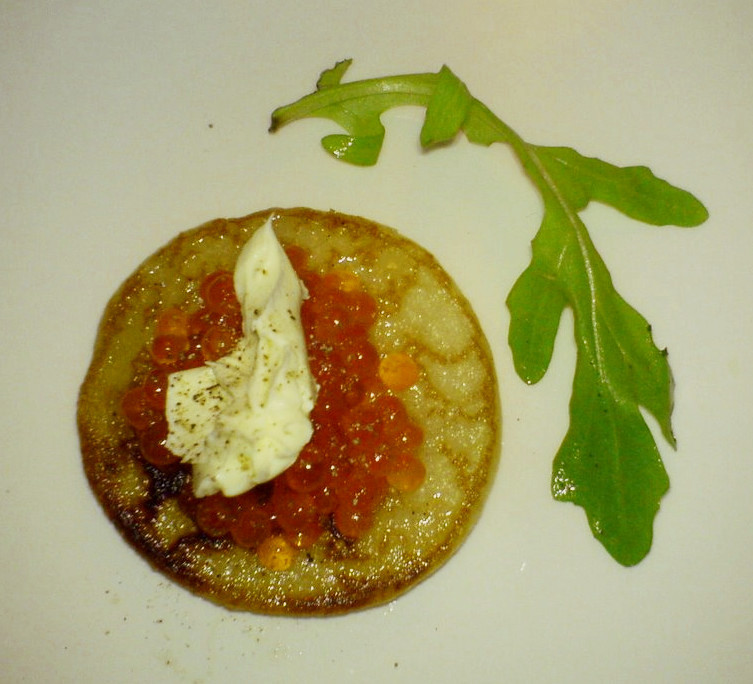
Blini met kuit
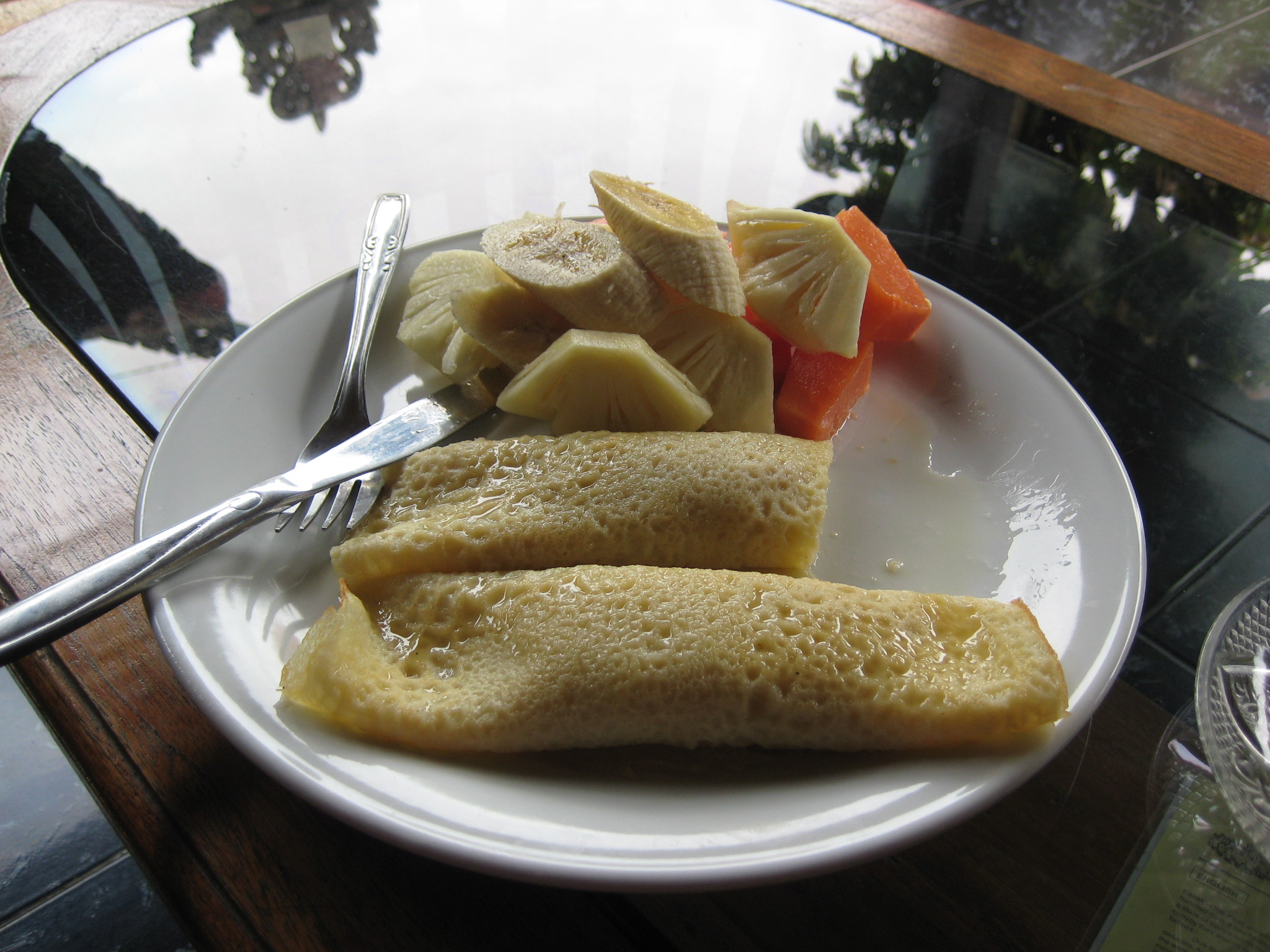
Bananenpannenkoekjes met fruit: een typisch ontbijt voor toeristen in Zuidoost-Azië